# Pacific Rim 1996 (rugby a 15)
Pacific Rim 1996 (in inglese 1996 Pacific Rim Championship) fu la 1ª edizione del Pacific Rim, torneo intercontinentale annuale di rugby a 15 organizzato dall'International Rugby Board tra le nazionali dei Paesi dell'anello del Pacifico (in inglese Pacific Rim).
Il torneo fu disputato con la formula del girone unico all'italiana con incontri d'andata e ritorno fra le 4 nazioni partecipanti; le sedi scelte dai rispettivi Paesi furono: Vancouver (Canada), Tokyo (Giappone), Hong Kong (Hong Kong) e San Francisco (Stati Uniti d'America).
L'edizione inaugurale venne vinta dal Canada, davanti a, in ordine: Hong Kong, Stati Uniti e Giappone.

## Risultati
| Arbitro: | Naoki Saito |

|                              |      |             |
| Anitoni x’                   | mt   |             |
| Alexander x’                 | tr   |             |
| Alexander x’ Bachelet x’, x’ | c.p. | x’, x’ Ross |
| Alexander x’                 | drop |             |

| Arbitro: | Ian Hyde-Lay |

|                             |      |                                         |
| Matsuda x’ Hirose x’ Ito x’ | mt   | x’ Solomon x’ Tu’ivai x’ Krohn x’ Davis |
| Hirose x’, x’               | tr   | x’, x’ Muik                             |
| Hirose x’, x’               | c.p. | x’ Muik                                 |
| Hirose x’                   | drop |                                         |

| Arbitro: | Jerry McLemore |

|                               |      |               |
| Dingley x’ Going x’ Santos x’ | mt   |               |
| Muik x’, x’                   | tr   |               |
| Muik x’, x’                   | c.p. | x’, x’ Hirose |

| Arbitro: | Naoki Saito |

|                                |      |                     |
| Hutchinson x’ Ross x’ Woods x’ | mt   | x’ Anitoni x’ Takau |
| Graf x’, x’ Ross x’            | tr   | x’, x’ Williams     |
| Graf x’                        | c.p. | x’, x’ Williams     |

| Arbitro: | Toshiyuki Asega |

|             |      |             |
| Muik x’, x’ | c.p. | x’, x’ Ross |
|             | drop | x’ Ross     |

| Arbitro: | Daniel Steele |

|             |      |                  |
| Dingley x’  | mt   | x’ tecnica       |
| Muik x’     | tr   | x’ Alexander     |
| Muik x’, x’ | c.p. | x’, x’ Alexander |

| Arbitro: | Ross Mitchell |

|                     |      |                                                |
| Masuho x’ Motoki x’ | mt   | x’ Cardinal x’, x’ Graf x’ Hutchinson x’ Smith |
| Hirose x’           | tr   | x’, x’ Ross                                    |
| Hirose x’, x’       | c.p. | x’, x’ Ross                                    |

| Arbitro: | Paul Haley |

|                        |      |                  |
| Imaizumi x’ Matsuda x’ | mt   | x’, x’ Anitoni   |
| Hirose x’              | tr   | x’ Bachelet      |
| Hirose x’, x’          | c.p. | x’, x’ Alexander |

| San Francisco 29 giugno 1996                                                                                         | Stati Uniti | 42 – 23 referto | Hong Kong | Boxer Stadium (2200 spett.) |
| Alexander x’ Anitoni x’, x’ Delai x’ LeClerc x’ mt (2) Alexander x’, x’, x’, x’ tr (2) Alexander x’, x’, x’ c.p. (3) |             |                 |           |                             |
| |             |                 |           |                             |
| Alexander x’ Anitoni x’, x’ Delai x’ LeClerc x’                                                                      | mt          | (2)             |           |                             |
| Alexander x’, x’ | tr          | (2)             |           |                             |
| Alexander x’, x’ | c.p.        | (3)             |           |                             |

| Arbitro: | Josh Tameifuna |

|                                                           |      |             |
| Graf x’ Lougheed x’ Snow x’, x’ Stanley x’, x’ Stewart x’ | mt   |             |
| Ross x’, x’                                               | tr   |             |
| Ross x’, x’                                               | c.p. | x’, x’ Muik |

| Arbitro: | I. Valentine |

|                                                                                     |      |            |
| Alexander x’ Anitoni x’, x’ Delai x’ LeClerc x’, x’ Lyle x’ Scharrenberg x’ Sika x’ | mt   | x’ Matsuda |
| Alexander x’, x’                                                                    | tr   |            |
| Alexander x’                                                                        | c.p. |            |

| Arbitro: | Ed Sorensen |

|                                                          |      |                                            |
| Graf x’ Gray x’ Hutchinson x’ Ross x’ Snow x’ Stanley x’ | mt   | x’ Bickle x’ Matsuda x’Ozeki x’ Yatsuhashi |
| Ross x’, x’                                              | tr   | x’, x’ Murata                              |
| Ross x’, x’                                              | c.p. | x’, x’ Murata                              |

## Classifica
|  | Squadra     | G | V | N | P | P+  | P-  | P±  | PT |
|  | ----------- | - | - | - | - | --- | --- | --- | -- |
|  | Canada      | 6 | 5 | 0 | 1 | 200 | 116 | 84  | 10 |
|  | Hong Kong   | 6 | 3 | 0 | 3 | 186 | 121 | 65  | 6  |
|  | Stati Uniti | 6 | 2 | 0 | 4 | 120 | 176 | −56 | 4  |
|  | Giappone    | 6 | 2 | 0 | 4 | 134 | 227 | −93 | 4  |